# Alectona primitiva
Alectona primitiva är en svampdjursart som beskrevs av Topsent 1932. Alectona primitiva ingår i släktet Alectona och familjen Alectonidae. Inga underarter finns listade i Catalogue of Life.